# Josef Steindl
Josef Steindl (14 de abril de 1912 – 7 de marzo de 1993) fue un economista poskeynesiano nacido en Austria.

## Carrera
Trabajó en el Instituto Austriaco de Investigación Económica (WIFO) (1935-38) (Instituto Ludwig von Mises ), pero se mudó al Reino Unido en 1938 para dar clases en la Universidad de Oxford. Allí trabajó con un grupo de otros exiliados europeos del fascismo, entre ellos Michał Kalecki . Se ha descrito a Kalecki como el modelo a seguir de Steindl — y su obra se asemeja en parte a la de Kalecki no sólo en sustancia sino también en estilo.
En 1950 regresó a WIFO hasta su jubilación en 1978.

## Trabajo
Kurt Rothschild concluye su reseña de la vida de Steindl en The Economic Journal con una cita que ilustra sus puntos de vista sobre las tareas de la investigación económica:
¿Qué se podría hacer para superar la esterilidad de la economía actual? La primera condición es que volvamos a las grandes tradiciones de los clásicos, Kalecki y Keynes, cuyo trabajo se basaba en los problemas de política económica de su tiempo y de ellos extraía su relevancia. Se preguntaban qué se debía hacer y cómo. La política económica es la principal inspiración de la teoría económica. La segunda condición es que una enorme cantidad de nuevos trabajos se realizan en la tierra de nadie entre las disciplinas establecidas que están atrincheradas en sus campos organizados, temerosas unas de otras y hablando idiomas diferentes. Debemos tener una estrecha colaboración con otras disciplinas: ingeniería, ciencia, historia, sociología, biología, ciencia política, etc. Creo que las posibilidades de un nuevo comienzo no son malas, porque la economía dominante ya ha seguido en gran medida su curso... El momento de las nuevas modas no puede estar muy lejano.

## Cargos honorarios
- 1970: Profesor honorario de la Universidad de Viena
- 1974 – 75: Profesor visitante en la Universidad de Stanford

## Obras mayores
Dos de las obras más notables de Steindl son quizás:
- Small and Big Business; economic problems of the size of firms (1945)
- Maturity and Stagnation in American Capitalism (1952)